# Ostrá skala (Pogórze Orawskie)
Ostrá skala (814 m) – szczyt Pogórza Orawskiego na Słowacji. Internetowa mapa turystyczna podaje wysokość 814 m, ale z poziomic wysokość ta wynosi 790 m.
Ostrá skala wznosi się wśród pól po północnej stronie zabudowań wsi Vyšný Kubín. Jest dobrze widoczna z biegnącej przez Vyšný Kubín drogi krajowej nr 59, oraz z drogi łączącej Vyšný Kubín i Leštiny. Zbudowana jest ze skał wapiennych. Na południe i wschód opadają z niej pionowe ściany o wysokości do 50 metrów.
Tuż po zachodniej stronie Ostrej skały znajduje się druga wapienna skała – Tupá skala.
Na Ostrej skale rośnie flora rzadkich roślin wapieniolubnych. Nie prowadzi na nią żaden szlak turystyczny, można jednak dojść do skały nieznakowanymi ścieżkami.
Ostrá skala i Tupá skala są od 1972 r. obszarem chronionym (3 i 4 stopień ochrony) o powierzchni 22,3 ha i strefie ochronnej 12,98 ha. 

## Odkrycia archeologiczne
Ostrá skala ma duże walory obronne. W latach 60. i 70 XX wieku prowadzono na niej badania archeologiczne. Znaleziono dowody świadczące o zamieszkiwania jej w zamierzchłych czasach. Na Ostrej skale resztki grodu znajdowały się w jej północno-zachodniej części. W tej części można łatwo wejść na szczyt. Najstarsze ślady osadnictwa to kołowe doły z resztkami ceramiki z okresu kultury badeńskiej. Po zniszczeniu pochodzącego z okresu kultury halsztackiej grodu na Tupej skale, osada została na krótko przeniesiona na Ostrą skałę. Świadczą o tym fragmenty ceramiki. W okresie lateńsko–puchowskiej na Ostrej skale zbudowano obronny zamek chroniony kamienno-glinianym murem i drewnianą palisadą o wysokości 3,5 m. Wewnątrz murów był otoczony kratowym murem akropol i 3-częściowa osada. W okolicy znaleziono fragmenty ceramiki i inne artefakty typowe dla kultury lateńskiej. Były to żelazne klamry i narzędzia, malowane pojemniki. Ponadto w XIX w. znaleziono 3 złote statery celtyckie i brązowy wieszak wagi. Przypuszcza się, że wytwarzano tutaj monety. Wyjątkowym odkryciem było znalezienie 40 żelaznych przedmiotów datowanych na IV wiek n.e, pochodzących z późnej epoki rzymskiej. Z badań archeologicznych wynika, że osada na Ostrej skale była zamieszkiwana również we wczesnym średniowieczu.

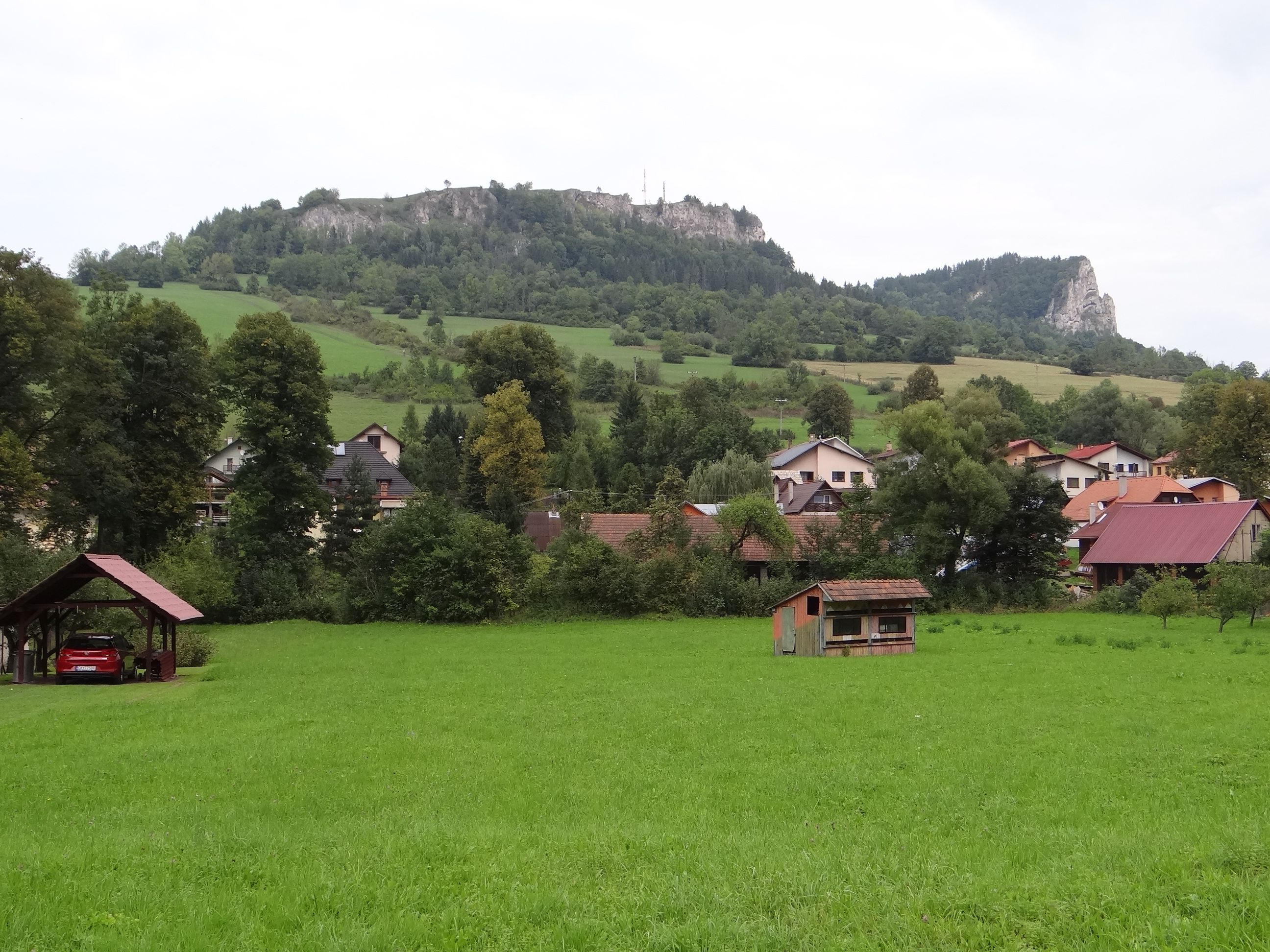
Tupá skala i Ostrá skala